# Osowskie
Osowskie (dodatkowa nazwa w j. kaszub. Òsowsczé) – wieś kaszubska w Polsce położona w województwie pomorskim, w powiecie bytowskim, w gminie Czarna Dąbrówka, w obrębie Pojezierza Zachodniopomorskiego, na Wysoczyźnie Polanowskiej.
W latach 1975–1998 wieś administracyjnie należała do województwa słupskiego.